# Drymeia stackelbergi
Drymeia stackelbergi är en tvåvingeart som först beskrevs av Lavciev 1971.  Drymeia stackelbergi ingår i släktet Drymeia och familjen husflugor. Inga underarter finns listade i Catalogue of Life.